# Авдеенко, Пётр Петрович
Пётр Петро́вич Авде́енко (25 декабря 1900  [7 января 1901], Черниговская губерния — 27 января 1956, Киев) — советский военный деятель, генерал-майор (1943). Герой Советского Союза (1943).

## Начальная биография
Пётр Петрович Авдеенко родился 25 декабря 1900 (7 января 1901) в деревне Коты, Черниговская губерния, вскоре вошедшей в состав города Чернигов. Украинец.
После окончания церковно-приходской школы в 1913 году поступил в Черниговское ремесленное училище, во время каникул работал на электростанции в Чернигове подручным у слесаря.

## Военная служба

### Гражданская война
После окончания училища в марте 1919 года добровольно вступил в ряды РККА, после чего был направлен красноармейцем в 1-й Советский Черниговский пехотный полк. С февраля 1920 года служил красноармейцем в отдельной конно-горной батарее в составе 41-й стрелковой дивизии, с апреля того же года — красноармейцем в 42-м отдельном караульном батальоне при Черниговском губернском военном комиссариате, с сентября — в 1-м запасном полку и в отдельном телефонно-телеграфном дивизионе в Харькове, а с марта 1921 года — в 112-м отдельном батальоне войск ВЧК. Принимал участие в боевых действиях Западном и Юго-Западном фронтах, а также против бандформирований и повстанцев на территории УССР.

### Межвоенное время
В апреле 1922 года Авдеенко был направлен на учёбу на 56-е Киевские пехотные курсы, вскоре преобразованные в 5-ю Киевскую пехотную школу, после окончания которой в 1924 году служил на должностях командира стрелкового взвода, командира учебного взвода полковой школы, начальника команды одногодичников, командира и политрука учебной роты в составе 135-го стрелкового полка (45-я стрелковая дивизия, Украинский военный округ).
В ноябре 1930 года был направлен на учёбу на стрелково-тактические курсы усовершенствования комсостава «Выстрел», после окончания которых в феврале 1931 года был направлен в 238-й стрелковый полк (80-я стрелковая дивизия, Сибирский военный округ), где исполнял должности командира батальона, помощника командира полка по строевой части и командира полка.
В 1938 году повторно закончил стрелково-тактические курсы усовершенствования комсостава «Выстрел», в том же году экстерном сдал экзамен за десять классов.
В 1939 году вступил в ряды ВКП(б). В октябре того же года был назначен на должность командира 215-го запасного стрелкового полка (Забайкальский военный округ), преобразованного вскоре в 635-й резервный стрелковый полк. Затем был назначен на должность командира 623-го стрелкового полка (225-я стрелковая дивизия, Забайкальский военный округ), в апреле 1941 года — на должность командира 655-го стрелкового полка, а 14 июня — на должность командира 475-го стрелкового полка 127-й стрелковой дивизии (Харьковский военный округ).

### Великая Отечественная война
В начале июля 1941 года 475-й стрелковый полк полковника Авдеенко, входивший в 127-ю стрелковую дивизию генерал-майора Т. Г. Корнеева, в составе 19-й армии И. С. Конева отправляют эшелонами из Броваров — через Нежин, Конотоп, Кричев в сторону Смоленска, но в результате хаоса в железнодорожных перевозках был разгружен на станции Рославль и направлен на усиление 53-й стрелковой дивизии 61-го стрелкового корпуса (13-я армия) Западного фронта. 26 июля 1941 года 475-й стрелковый полк, под командованием Авдеенко, в ходе Смоленского оборонительного сражения участвует в своем первом бою на реке Сож южнее Смоленска. В дальнейшем полк оборонял город Шклов, в районе которого попал в окружение, вышел из которого в районе Ельни.
25 сентября 1941 года Пётр Петрович Авдеенко был назначен на должность командира 350-й стрелковой дивизии (61-я армия), однако в марте 1942 года был освобождён от занимаемой должности «за бездеятельность», после чего состоял в распоряжении Военного совета Западного фронта. В мае 1942 года был назначен на должность заместителя командира, затем — на должность командира 240-й стрелковой дивизии.
В июне 1943 года был назначен на должность командира 51-го стрелкового корпуса, который принимал участие в Курской битве и битве за Днепр. В ночь на 26 сентября корпус форсировал Днепр севернее Киева и после отражения всех контратак противника к 1 октября наряду с другими подразделениями 38-й армии овладел плацдармом. В ходе дальнейшего наступления корпус прорвал укреплённую оборону противника, тем самым расширив плацдарм до 90 квадратных километров.
Указом Президиума Верховного Совета СССР от 29 октября 1943 года за мужество и героизм, проявленные при форсировании Днепра и удержании плацдарма, генерал-майору Петру Петровичу Авдеенко присвоено звание Героя Советского Союза с вручением ордена Ленина и медали «Золотая Звезда» (№ 1844).
Во время Киевской наступательной операции 51-й стрелковый корпус под командованием Авдеенко вёл успешные боевые действия на левом фланге вдоль Днепра, а затем действовал в ходе Житомирско-Бердичевской наступательной операции.
В мае 1944 года был назначен на должность командира 24-го гвардейского стрелкового корпуса, принимавшего участие в ходе Ясско-Кишинёвской и Дебреценской операций, в том числе при Тырец-Фуранского укреплённого района и преследовании противника в направлении Сигет (Румыния) — Хатван.
В ноябре 1944 года Пётр Петрович Авдеенко был отозван с фронта и направлен на учёбу в Высшей военной академии имени К. Е. Ворошилова.

### Послевоенная карьера
После окончания академии Авдеенко в феврале 1946 года был назначен на должность начальника отдела комендантской службы — первого заместителя начальника управления Советской военной администрации провинции Мекленбург. С июня 1948 года находился в распоряжении управления кадров Сухопутных войск и в декабре того же года был назначен на должность начальника Тюменского пехотного училища, в декабре 1952 года — на должность начальника курсов командиров полков на стрелково-тактических курсах усовершенствования комсостава «Выстрел».
Генерал-майор Пётр Петрович Авдеенко в июне 1953 года вышел в отставку. Умер 27 января 1956 года в Киеве. Похоронен на Байковом кладбище.

## Награды
- Герой Советского Союза (29.10.1943, медаль «Золотая Звезда» № 1844)[2];
- два ордена Ленина (29.10.1943[2], 21.02.1945[3]);
- три ордена Красного Знамени (08.04.1943[4], 03.11.1944[5], 15.11.1950[6][7]);
- орден Суворова II степени (17.05.1944)[8][9];
- орден Кутузова II степени (13.09.1944)[10];
- медаль «За победу над Германией в Великой Отечественной войне 1941—1945 гг.» (23.06.1945)[11];
- медаль «За взятие Будапешта»[12]
- юбилейная медаль «XX лет Рабоче-Крестьянской Красной Армии» (1938 год);
- юбилейная медаль «30 лет Советской Армии и Флота» (1948).

Иностранные награды, в том числе:
- Военный крест (Чехословакия, 22.12.1939)[13]

## Память

Памятник на могиле П. П. Авдеенко в Киеве на Байковом кладбище

В честь П. П. Авдеенко названа улица в Киеве, а в селе Ковпыта (Черниговский район, Черниговская область, Украина) на Аллее Героев установлен памятный стенд, посвящённый Герою.

### Фильм
Колокола памяти (генерал Авдеенко П. П.)
- часть 1
- часть 2
- часть 3